# Оксепины

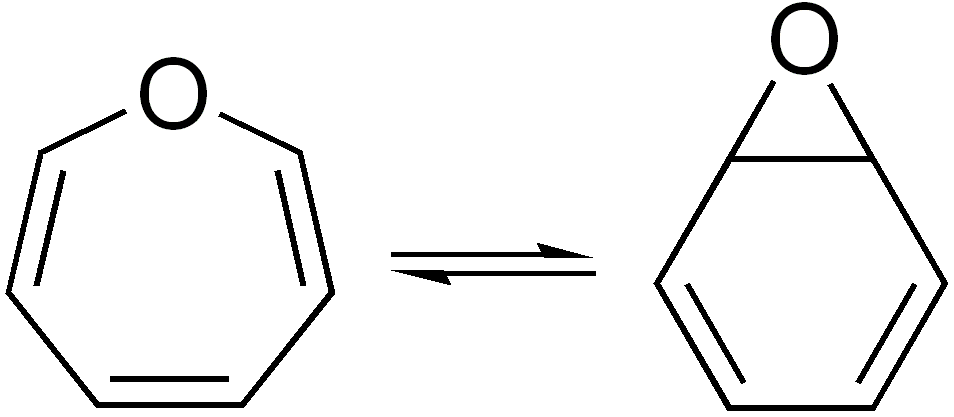
Валентная таутомерия оксепин — эпоксициклогексадиен

Оксепины — оксациклогептатриены, производные оксепина — семичленного гетероцикла, содержащего один атом кислорода.
Для оксепинов характерна валентная таутомерия: в растворах незамещенный, монозамещенные и конденсированные оксепины находятся в равновесии со своими таутомерами — эпоксициклогексадиенами.
Положение равновесия зависит от полярности растворителя — в полярных растворителях оно смещено в сторону эпоксициклогексадиеновой, в неполярных — в сторону оксепиновой структуры.

## Свойства
Гетероциклическая система оксепина неароматична и иззоэлектронна циклооктатетраену, вследствие этого оксепиновый цикл, подобно циклооктатетраену, непланарен, и оксепины существуют в виде равновесной смеси конформеров.
Оксепины являются сопряженными полиеновыми системами с реакционно способными двойными связями и способны вступать в реакцию Дильса-Альдера в качестве диенов.
Под действием кислот оксепины перегруппировываются в фенолы, реакция идет через протонорование атома кислорода валентного таутомера — эпоксициклогексадиена. Аналогичную перегруппировку в α-нафтол под действием протонных кислот и кислот Льюиса претерпевает бензо[b]оксепин, бензо[d]оксепин в этих условиях перегруппировывается в инденкарбальдегид.

## Синтез
Одним из методов синтеза оксепинов является дегидрогалогенирование дигалогенпроизводных эпоксициклогексана с образованием соответствующего эпоксициклогексадиена, таутомеризующегося в оксепин:

DBU — диазабициклоундецен.